# كلايد بست
كلايد بست (بالإنجليزية: Clyde Best)‏ (24 فبراير 1951 في المملكة المتحدة - ) هو مدرب كرة قدم ولاعب كرة قدم بريطاني في مركز الهجوم. شارك مع منتخب برمودا لكرة القدم. أما مع النوادي، فقد لعب مع فاينورد ووست هام يونايتد وبورتلاند تيمبرز وتورونتو بليزارد ولوس أنجلوس لايزرز وتامبا باي راوديز وكليفلاند فورس ‏.

## وصلات خارجية
- كلايد بست على موقع الاتحاد الدولي (مؤرشف)  (الإنجليزية)
- كلايد بست على موقع قاعدة بيانات كرة القدم.إي يو (الإنجليزية)
- كلايد بست على موقع ناشيونال فوتبول تيمز (الإنجليزية)